# Campionati europei di tennistavolo 2013
I Campionati europei di tennistavolo 2013 si sono svolti a Schwechat, in Austria dal 4 al 13 ottobre 2013.

## Programma
I titoli in palio erano 6.
|  | Turni  |
|  | Finali |

| Ottobre             | 4  | 5  | 6  | 7 | 8 | 9 | 10 | 11     | 12     | 13    |
| ------------------- | -- | -- | -- | - | - | - | -- | ------ | ------ | ----- |
| Singolare maschile  |    |    |    |   | Q | Q | Q  | 1T, 2T | 3T, QF | SF, F |
| Singolare femminile |    |    |    |   | Q | Q | Q  | 1T, 2T | 3T, QF | SF, F |
| Doppio maschile     |    |    |    |   | Q | Q | Q  | 1T, 2T | QF, SF | F     |
| Doppio femminile    |    |    |    |   | Q | Q | Q  | 1T, 2T | QF, SF | F     |
| A squadre maschile  | 1T | QF | SF | F |   |   |    |        |        |       |
| A squadre femminile | 1T | QF | SF | F |   |   |    |        |        |       |

## Medagliere
| Pos.   | Paese       | Oro | Argento | Bronzo | Totale |
| ------ | ----------- | --- | ------- | ------ | ------ |
| 1      | Germania    | 4   | 2       | 2      | 8      |
| 2      | Svezia      | 1   | 0       | 0,5    | 1,5    |
| 3      | Croazia     | 0,5 | 0       | 0      | 0,5    |
| 3      | Polonia     | 0,5 | 0       | 0      | 0,5    |
| 5      | Bielorussia | 0   | 1       | 1      | 2      |
| 5      | Grecia      | 0   | 1       | 1      | 2      |
| 7      | Austria     | 0   | 1       | 0      | 1      |
| 7      | Romania     | 0   | 1       | 0      | 1      |
| 9      | Spagna      | 0   | 0       | 2,5    | 2,5    |
| 10     | Portogallo  | 0   | 0       | 2      | 2      |
| 10     | Russia      | 0   | 0       | 2      | 2      |
| 12     | Rep. Ceca   | 0   | 0       | 1      | 1      |
| Totale | Totale      | 6   | 6       | 12     | 24     |

## Podi

### Uomini
| Evento    | Oro                                                                                   | Argento                                                                                   | Bronzo                                                                                            |
| Singolare | Dimitrij Ovtcharov                                                                    | Uladzimir Samsonaŭ                                                                        | Bastian Steger                                                                                    |
| Singolare | Dimitrij Ovtcharov                                                                    | Uladzimir Samsonaŭ                                                                        | Panagiotis Gionis                                                                                 |
| Doppio    | Wang Zeng Yi / Tan Ruiwu                                                              | Robert Gardos / Daniel Habesohn                                                           | He Zhi Wen / Carlos Machado                                                                       |
| Doppio    | Wang Zeng Yi / Tan Ruiwu                                                              | Robert Gardos / Daniel Habesohn                                                           | João Monteiro / Tiago Apolonia                                                                    |
| A squadre | Germania Patrick Franziska Dimitrij Ovtcharov Patrick Baum Ruwen Filus Bastian Steger | Grecia Kallinikos Kreangka Panagiotis Gionis Anastasios Riniotis Konstantinos Papageorgiu | Bielorussia Uladzimir Samsonaŭ Jaŭhien Ščacinin Aljaksandr Chanin Pavel Platonaŭ Vadzim Jarašėnka |
| A squadre | Germania Patrick Franziska Dimitrij Ovtcharov Patrick Baum Ruwen Filus Bastian Steger | Grecia Kallinikos Kreangka Panagiotis Gionis Anastasios Riniotis Konstantinos Papageorgiu | Russia Aleksej Livencov Aleksandr Šibaev Kirill Skačkov Aleksej Smirnov Grigorij Vlasov           |

### Donne
| Evento    | Oro                                                                        | Argento                                                                                | Bronzo                                                                                    |
| Singolare | Li Fen                                                                     | Shan Xiaona                                                                            | Fu Yu                                                                                     |
| Singolare | Li Fen                                                                     | Shan Xiaona                                                                            | Han Ying                                                                                  |
| Doppio    | Petrissa Solja / Sabine Winter                                             | Zhenqi Barthel / Shan Xiaona                                                           | Sara Ramírez / Shen Yanfei                                                                |
| Doppio    | Petrissa Solja / Sabine Winter                                             | Zhenqi Barthel / Shan Xiaona                                                           | Galia Dvorak / Matilda Ekholm                                                             |
| A squadre | Germania Wu Jiaduo Han Ying Shan Xiaona Kristin Silbereisen Petrissa Solja | Romania Daniela Dodean Elizabeta Samara Bernadette Szőcs Iulia Necula Camelia Poștoacă | Rep. Ceca Dana Čechová Hana Matelová Kateřina Pěnkavová Renata Štrbiková Iveta Vacenovská |
| A squadre | Germania Wu Jiaduo Han Ying Shan Xiaona Kristin Silbereisen Petrissa Solja | Romania Daniela Dodean Elizabeta Samara Bernadette Szőcs Iulia Necula Camelia Poștoacă | Russia Ol'ga Baranova Polina Michajlova Jana Noskova Anna Tichomirova Elena Trošneva      |